# فرنك بولينيزيا الفرنسية
الفرنك هو العملة في بولينيزيا الفرنسية. وهو ينقسم إلى 100 سنتيم. منذ عام 1945، فقد كان جزءا من الفرنك الفرنسي.